# Wasil Ahmad
Wasil Ahmad, né en 2005 ou 2006 et mort assassiné en février 2016 à Tirin Cot, Tarinkot ou Terin Kot en Afghanistan, est un enfant soldat afghan élevé au rang de héros national.
Ayant participé à la défense de sa ville assiégée, Ahmad a été tué à bout portant alors qu'il sortait de chez lui. L'attaque a été revendiquée par les Talibans, et médiatisée à l'international,,,,,,,.